# Ctenoblepharys adspersa
Genre
Espèce
Synonymes
- Ctenoblepharis adspersus Tschudi, 1845

Statut de conservation UICN

 VU B1ab(ii,iii) : Vulnérable
Ctenoblepharys adspersa, unique représentant du genre Ctenoblepharys, est une espèce de sauriens de la famille des Liolaemidae.

## Répartition
Cette espèce est endémique du Pérou.

## Publication originale
- Tschudi, 1845 : Reptilium conspectus quae in Republica Peruana reperiuntur et pleraque observata vel collecta sunt in itinere. Archiv für Naturgeschichte, vol. 11, no 1, p. 150-170 (texte intégral).